# Ошибка Тони Вендиса
«Оши́бка То́ни Ве́ндиса» — советский двухсерийный остросюжетный детективный телевизионный художественный фильм 1981 года режиссёра Василе Брескану, снятый на киностудии «Молдова-фильм». 
Экранизация остросюжетной пьесы Фредерика Нотта «Телефонный звонок».

## Сюжет
Бывший теннисист Тони Вендис женат на Марго — красивой и состоятельной женщине. Он не любит её, а расстаться не желает, так как не хочет лишиться своей обеспеченной жизни. К тому же Вендис знает, что у Марго был любовник — некто Макс Клайд, писатель детективных романов. Он опасается, что Марго оставит его. 
Тони шантажом вынуждает давнего знакомого по колледжу, человека сомнительной репутации по фамилии Сван, согласиться совершить убийство жены. По плану Вендиса, Сван должен проникнуть в квартиру под видом вора и задушить Марго. После убийства — инсценировать ограбление, чтобы полиция решила, что её убил вор, которого обнаружили. Для этого Тони отдаёт Свану ключ своей жены от их квартиры, который он заранее выкрал.
Но первоначальный план срывается: Марго, защищаясь, случайно убила Свана. Тогда Вендис придумывает хитроумный план — он подкладывает в одежду убитого Свана личные письма Марго, которые дискредитировали её.  
Теперь убийство Свана выглядит спланированным заранее, так как он предположительно шантажировал Марго разоблачением её связи с Максом Клайдом.  
Расследование не доказывает невиновности Марго, которая по обвинению в умышленном убийстве приговаривается к смертной казни. 
Однако Вендис всё-таки допустил ошибку с ключом своей жены, думая, что у Свана он взял ключ, который выкрал у своей жены, а на самом деле это был ключ Свана, и эта ошибка помогла детективу Хаббарду доказать невиновность Марго и изобличить Тони.

## В ролях
| Актёр                | Роль                                                 |
| -------------------- | ---------------------------------------------------- |
| Игорь Костолевский   | Тони Вендис, теннисист, чемпион мира                 |
| Милена Тонтегоде     | Марго жена Тони                                      |
| Паул Буткевич        | Макс Клайд любовник Марго, англичанин, телесценарист |
| Александр Филиппенко | Чарлз Александр Сван                                 |
| Валдас Ятаутис       | Джеймс Хаббард частный детектив                      |
| И. Васильев          | эпизод                                               |
| Николае Дарие        | эпизод                                               |
| О. Израилев          | эпизод                                               |
| А. Брайман           | эпизод                                               |
| Борис Миронюк        | эпизод                                               |
| В. Пересторин        | эпизод                                               |
| Н. Пономаренко       | эпизод                                               |

## Съёмочная группа
- Режиссёр-постановщик: Василе Брескану
- Сценарист: Александр Юровский
- Оператор-постановщик: Леонид Проскуров
- Художник: Станислав Булгаков
- Музыкальное оформление: Валерий Логинов, Влад Друк
- Консультант: О. Аничкин
- Редакторы: В. Кашкарова, З. Чиркова
- Режиссёр: А. Колесников
- Оператор: Владимир Одольский
- Костюмы: Александра Ястребова
- Грим: Раиса Болотнева
- Звукооператор: А. Камерзан
- Монтажёр: Николай Чайка
- Ассистенты
  - режиссёра: Елена Лесукова, О. Израилев, Г. Свиридова
  - оператора: Аркадий Клешнин, В. Мокану
  - художника: В. Шумилов
- Мастер по свету: А. Якуб
- Директор: Фёдор Латуринский

## Саундтрек
В фильме используется музыка:
- Pink Floyd: «Shine On You Crazy Diamond» и «Welcome to the Machine» (альбом Wish You Were Here); «Another Brick in the Wall» (part 1), «Don't Leave Me Now» (альбом The Wall)
- Kraftwerk: «Metropolis» и «Neonlicht» (альбом Die Mensch-Maschine)
- Tangerine Dream: «Сloudburst flight» (альбом Force Majeure)
- Мелодия, которую по указанию Тони Вендиса насвистывает Сван, — Марш полковника Боги.

В титрах названия композиций и исполнители не указаны.

## Особенности
- Режиссёром Василе Брескану использованы сцены скачек на лошадях из его фильма «Фаворит» 1976 года.

## Критика
Киновед Александр Фёдоров писал, что «детектив Брескану был сделан добротно, актёрский ансамбль был подобран неплохой, отсюда и немалый успех у аудитории, ещё не избалованной западными детективами и триллерами».